# Активатор (фосфор)
Код фосфора и сцинтилатора, активатор је елемент који се додаје као допант кристалу материјала да би се добио жељени тип нехомогенитета.